# 北翔大學
43°3′52.6″N 141°29′30.6″E / 43.064611°N 141.491833°E
北翔大學（日语：／ Hokusho Daigaku）是位於日本江別市文京台的一所私立大學，1997年正式成立，目前擁有兩個學部五個學科。

## 沿革
- 1939年9月 - 開設北海連衣裙製造學園
- 1951年6月 - 核准準學校法人組織
- 1957年2月 - 法人名稱改為準學校法人淺井學園
- 1962年1月 - 改組學校法人淺井學園
- 1963年4月 - 在札幌市創立北海道女子短期大學。開辦服裝科
- 1964年10月 - 北海道女子短期大學的被服科改名為服飾美術科
- 1966年4月 - 北海道女子短期大學開辦工藝美術科、體育科。學校遷往江別市現址
- 1967年4月 - 北海道女子短期大學開辦專攻科服飾美術專攻
- 1968年4月 - 北海道女子短期大學開辦專攻科工藝美術專攻。服飾美術科新增服飾美術課程和家庭科學課程
- 1969年
  - 4月 - 北海道女子短期大學開辦初等教育學科、專攻科體育專攻
  - 12月 - 體育科改名為保健體育科
- 1970年4月 - 北海道女子短期大學保健體育科新增體育課程、養護教諭課程
- 1980年
  - 1月 - 北海道女子短期大學的專攻科體育專攻改名為專攻科保健體育專攻
  - 4月 - 北海道女子短期大學開辦專攻科初等教育專攻
- 1987年4月 - 北海道女子短期大學開辦經營情報學科
- 1991年 - 開辦淺井學園開放學院（AOC〔現今生涯學習中心〕）
- 1995年4月 - 北海道女子短期大學經營情報學科新增經營情報課程和國際情報課程。開辦淺井學園北方圏生活福祉研究所
- 1996年4月 - 北海道女子短期大學服飾美術科家庭科學課程改名為生活文化課程
- 1997年
  - 4月 - 北海道女子大學誕生。開辦人間福祉學部（介護福祉學科、生活福祉學科）。北海道女子短期大學改名為北海道女子大學短期大學部。北海道女子大學短期大學部的服飾美術科改名為服飾美術學科、工藝美術科改名為工藝美術學科、保健體育科改名為保健體育學科。北海道女子大學開辦北方圏生活福祉研究所
  - 12月 - 北海道女子大學開辦生涯學習研究所
- 2000年4月 - 北海道女子大學改名為北海道淺井學園大學，北海道女子大學短期大學部改名為北海道淺井學園大學短期大學部。北海道淺井學園大學開辦生涯學習系統學部（健康企劃學科、藝術媒體學科）
- 2001年
  - 4月 - 北海道淺井學園大學開辦人間福祉學部福祉心理學科。北海道淺井學園大學大學院開辦人間福祉學研究科人間福祉學專攻（碩士課程）。開辦北方圈學術情報中心
  - 5月 - 北海道淺井學園大學短期大學部的工藝美術學科、專攻科工藝美術專攻廢止
- 2002年 - 北方圏學術情報中心研究機構「PORTO」完成
- 2003年4月 - 北海道淺井學園大學大學院開辦人間福祉學研究科臨床心理學專攻（碩士課程）。北海道淺井學園大學短期大學部開辦人間綜合學科
- 2004年4月 - 北海道淺井學園大學大學院開辦生涯學習學研究科生涯學習學專攻（碩士課程）。開辦北方圏生涯體育研究中心
- 2005年
  - 4月 - 北海道淺井學園大學大學院改名為淺井學園大學大學院、北海道淺井學園大學改名為淺井學園大學、北海道淺井學園大學短期大學改名為淺井學園大學短期大學部。淺井學園大學短期大學部開辦兒童學科。北方圏生涯體育研究中心研究機構「SPOR」完成。
  - 11月 - 淺井幹夫（日语：浅井幹夫）理事長、校長被報導不當運用耐震補強工程的5700萬日圓私立學校補助金
- 2006年
  - 4月 - 淺井學園大學生涯學習系統學部開辦學習指導學科。淺井學園大學短期大學部廢止服飾美術學科、經營情報學科
  - 月不明 - 淺井幹夫理事長被要求歸還2001年度至2005年度從文部科學省得到的19億4700萬日圓給政府
- 2007年
  - 3月 - 淺井學園大學短期大學部廢止保健體育學科、初等教育學科
  - 4月 - 改名為北翔大學大學院、北翔大學、北翔大學短期大學部
- 2008年5月 - 北翔大學人間福祉學部的介護福祉學科、生活福祉學科分別改名為醫療福祉學科、地域福祉學科
- 2009年4月 - 北翔大學開辦生涯體育學部體育教育學科
- 2011年6月 - 北翔大學短期大學部的人間綜合學科改名為生活設計學科
- 2013年4月 - 北翔大學大學院開辦生涯體育學研究科生涯體育學專攻（碩士課程）
- 2014年4月 - 北翔大學開辦教育文化學部（教育學科、藝術學科、心理輔導學科）、生涯體育學部（健康福祉學科）

## 基本資料

### 組織
- 生涯體育學部
  - 體育教育學科
    - 體育教育課程
    - 體育訓練員課程
    - 競技體育課程

  - 健康福祉學科
    - 健康・介護福祉課程
    - 社會福祉課程
- 教育文化學部
  - 教育學科
    - 初等教育課程
    - 幼兒教育課程
    - 養護教諭課程
    - 音樂課程

  - 藝術學科
    - 美術分野
    - 媒體設計分野
    - 室內建築分野
    - 服飾美術分野
    - 舞台藝術分野

  - 心理輔導学科
    - 心理學領域
    - 精神保健福祉學領域

### 大學院
- 人間福祉學研究科
  - 人間福祉學專攻（碩士課程）
  - 臨床心理學專攻（碩士課程）
- 生涯學習學研究科
  - 生涯學習學專攻（碩士課程）
- 生涯體育研究科
  - 生涯體育學專攻（碩士課程）

### 附屬機構

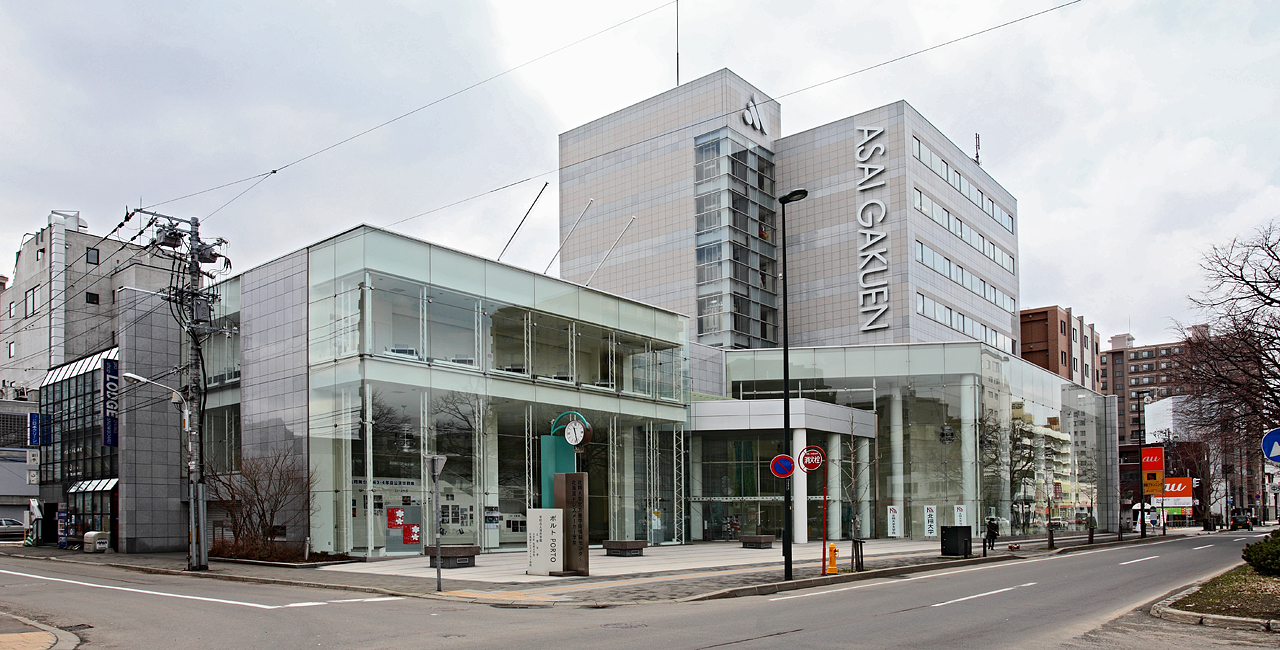
北方圏學術情報中心（PORTO）

- 北方圏生涯體育研究中心（SPOR）
- 北方圏學術情報中心（PORTO）

## 學校生活
- 女子田徑競技部在全日本大學女子驛傳對校選手權大會（日语：全日本大学女子駅伝対校選手権大会）經常出賽。

## 對外關係
札幌圏大學・短期大學單位互換協定 (Green Campus)
- 札幌大學
- 札幌學院大學
- 札幌國際大學
- 東海大學札幌校區
- 藤女子大學
- 北星學園大學
- 北海道科學大學（日语：北海道科学大学）
- 酪農學園大學
- 札幌國際大學短期大學部
- 北星學園大學短期大學部
- 北翔大學短期大學部

### 海外姊妹學校
- 美国
  - 胡德山社區學院（英语：Mt. Hood Community College）
  - 恩迪科特學院（英语：Endicott College）
  - 卡比奧拉尼社區學院（英语：Kapiolani Community College）
- - 培花女子大學（英语：Baewha Women's University）
- 中国
  - 哈爾濱學院
  - 魯迅美術學院
- 加拿大
  - 紅鹿學院（英语：Red Deer College）

### 其他
- 2014年1月，與北海道月形町締結「包括的連攜協定」[1]。
- 2014年6月，與第32屆夏季奧林匹克運動會組織委員會締結2020年「東京奧林匹克運動會・帕拉林匹克運動會競技大會大學連攜協定」[2]。

## 相關人物

### 歷任校長
- 渡邊進（日语：渡邊進 (医学者)）
- 淺井幹夫（日语：浅井幹夫）
- 遠藤知惠子（日语：遠藤知恵子）
- 相內真子（日语：相内眞子）
- 西村弘行（日语：西村弘行）
- 山谷敬三郎

### 教職員
- 今井博康 - 精神保健福祉士。教授
- 奧岡茂雄（日语：奥岡茂雄） – 客座教授。前札幌藝術之森美術館（日语：札幌芸術の森美術館）館長
- 大宮司信 - 醫師。教授
- 沖田孝一 - 醫師。教授
- 梶晴美 - 護理師。社會福祉士。教授
- 杉岡品子（日语：杉岡品子） - 臨床心理士。看護師。教授
- 鈴木栞 - 鋼琴家。教授
- 永野光一 - 雕塑家。教授
- 林亨 - 畫家。教授
- 平石貴久 - 醫師。客員教授
- 增山尚美 - 舞蹈家。教授。生涯體育學部學部長
- 皆川公夫 - 醫師。教授。札幌綠花會綠丘療育園院長
- 村瀨嘉代子（日语：村瀬嘉代子） - 客座教授
- 武藤福保 - 醫師。教授

## 著名校友
- 北風沙織（日语：北風沙織） - 田徑運動員
- 堀内葉子 - 時裝模特兒
- 村田愛里咲 - 自由式滑雪運動員，主攻雪上技巧項目，2010年冬季奧林匹克運動會、2014年冬季奧林匹克運動會運動員。
- 大将（本名：藤澤大將） - 搞笑藝人（SUPER NEWNEW（日语：スーパーニュウニュウ））
- 齊藤太一（日语：齊藤太一） - 音樂劇演員

## 交通
- JR北海道函館本線大麻站下車，步行約15分鐘

## 相關學校
以下學校由學校法人北海道淺井學園經營。

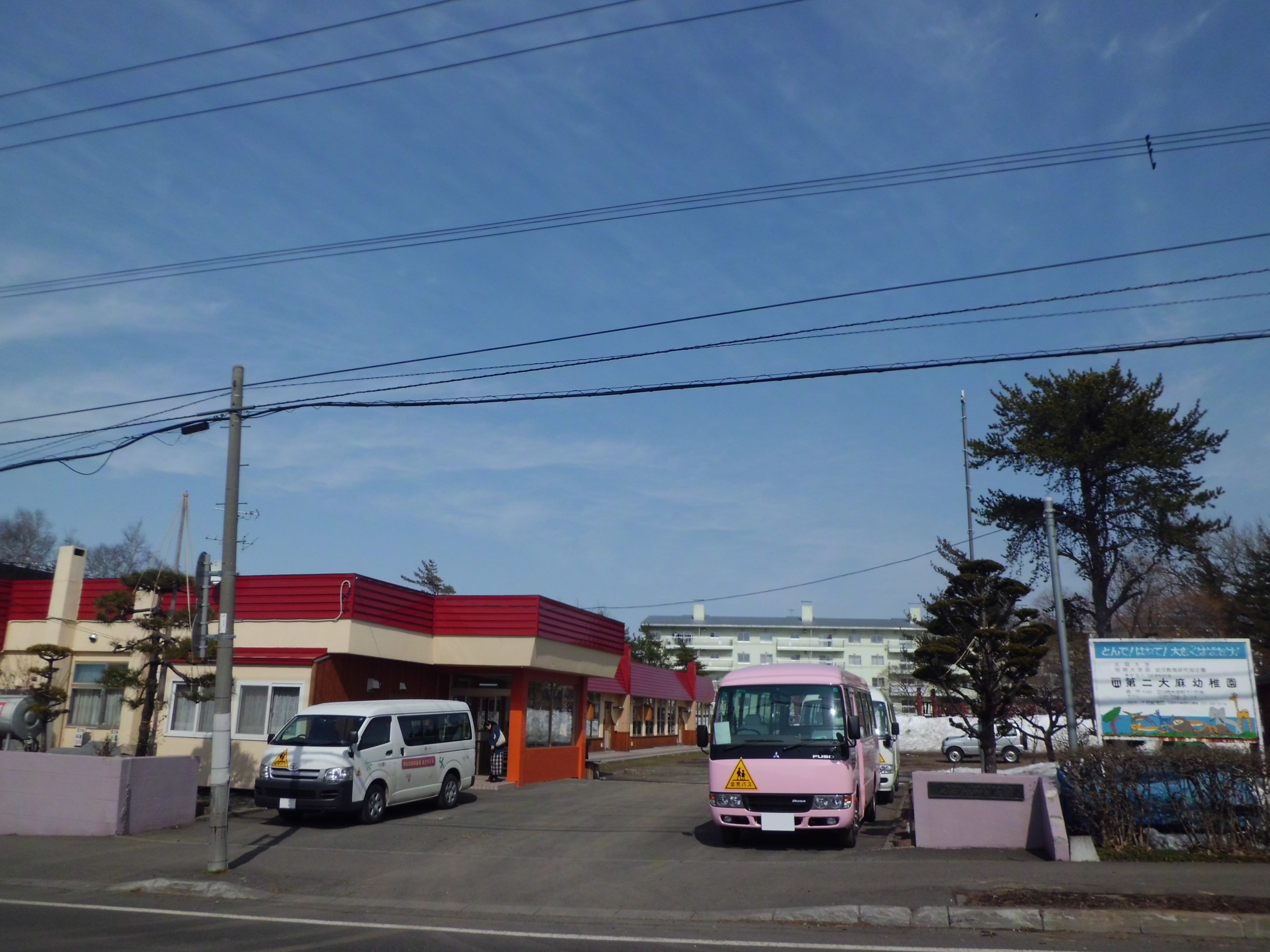
第二大麻幼稚園

- 專門學校北海道連衣裙製造學院（日语：専門学校北海道ドレスメーカー学院）
- 旭川調理師專門學校（日语：旭川調理師専門学校）
- 大麻幼稚園
- 第二大麻幼稚園

## 外部連結
- 北翔大学（页面存档备份，存于） （日語）